# Лома-де-ла-Лата (ТЭС)
ТЭС «Лома-де-ла-Лата» (исп. Central térmica Loma de la Lata, CTLLL) — тепловая электростанция в Аргентине. Расположена на юго-западе страны в департаменте Конфлуэнсия провинции Неукен, у нефтегазового месторождения Лома-де-ла-Лата. Принадлежит одноимённой компании, которая входит в состав аргентинского энергетического холдинга Pampa Energía. Входит в Единую национальную энергосистему Аргентины (исп. Sistema Argentino de Interconexión eléctrica, SADI).

## История
ТЭС Лома-де-ла-Лата была построена в 1994 году у одноимённого нефтегазового месторождения. В 2008 году электростанцию купил аргентинский холдинг Pampa Energía. В 2010 году в рамках программы Energía Plus на электростанции была смонтирована и пущена паровая турбина производства Siemens мощностью 178 МВт. В ходе эксплуатации новой турбины из-за просчётов подрядной компании — испанской Isolux, был выявлен ряд дефектов. Турбина работала на пониженных параметрах, что привело к трениям Pampa Energía и Isolux. Ремонт оборудования проходил с задержками. В итоге аргентинская компания обратилась в Международный арбитражный суд в Париже. В ответ Isolux подала встречный иск.

## Основные данные
Электростанция расположена в 1 километре от северного берега водохранилищ Лос-Барреалес и Мари-Менуко с гидроэнергетическим комплексом Серрос Колорадос. Производственные показатели ТЭС:
- Установленная электрическая мощность — 553 МВт (2015)[2]
- Выработка электроэнергии — 2,582 млрд кВт⋅ч (2015)[2]

В состав основного оборудования электростанции входят 3 газотурбинные установки мощностью 125 МВт каждая и 1 паровая турбина. Кроме того, в мае 2016 года была пущена новая турбина марки LMS100 производства General Electric мощностью 105 МВт. В качестве топлива используется природный газ, поступающий от расположенного неподалёку месторождения Лома-де-ла-Лата.